# Personaggi di Team Fortress 2

Le nove classi giocabili in Team Fortress 2, protagoniste delle vicende. Da sinistra a destra: Piro, Ingegnere, Spia, Grosso, Cecchino, Esploratore, Soldato, Demolitore e Medico.

Elenco dei personaggi apparsi nell'universo di Team Fortress 2 nei fumetti, nei cortometraggi o nel videogioco stesso.

## Classi

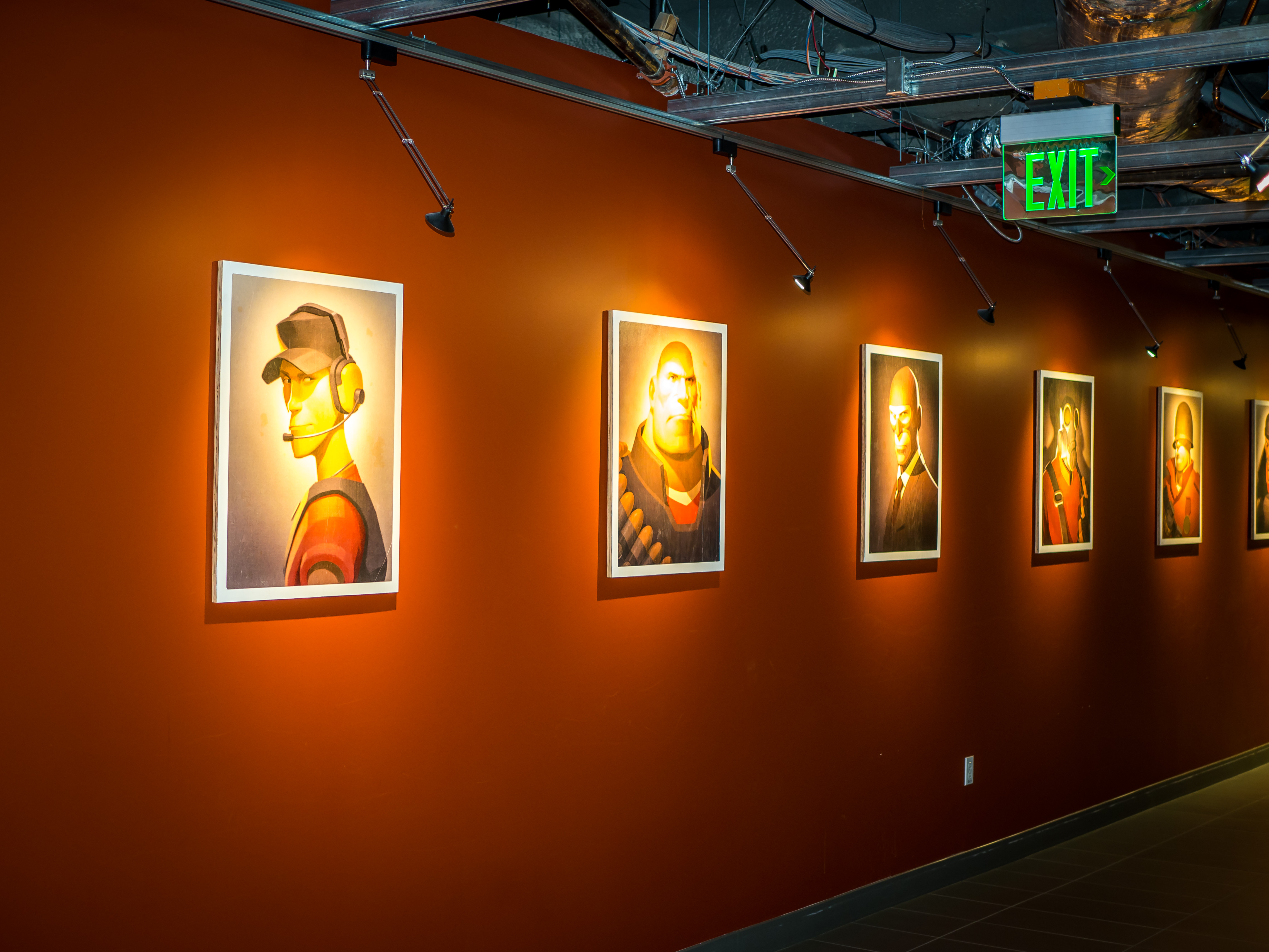
Alcuni ritratti dei personaggi di Team Fortress 2 negli uffici di Valve Corporation. Da sinistra a destra: Esploratore, Grosso, Spia, Piro e Soldato.

### Jeremy Willis, l'Esploratore
Doppiato da: Nathan Vetterlein
Il mercenario più giovane, è nato a Boston e ama il Baseball. Ottimo atleta (classe più agile), ha imparato a correre per non farsi acciuffare dai suoi sette fratelli maggiori. Si autodefinisce una "Forza della natura".
Jeremy è un megalomane e donnaiolo, ma è innamorato pazzo di Miss Pauling. Detesta e si prende gioco di Spia, ignaro (o semplicemente non è intenzionato ad accettarlo) che egli è in realtà suo padre, ed è la vittima preferita di Soldato.

### Jane Doe, il Soldato
Doppiato da: Rick May
Gingoista di dubbia sanità mentale proveniente dal Midwest, Jane è uno dei pezzi grossi del gruppo. Dopo non essere riuscito ad entrare nell'esercito statunitense durante la Seconda guerra mondiale, si stanziò in Polonia per massacrare i nazisti, fabbricandosi delle medaglie tutte sue. La sua furia omicida si arrestò quando capì che la guerra era finita, nel 1949. Segue spesso la filosofia di Sun Tzu, anche se tende a reinterpretare liberamente i suoi lavori. Si è fidanzato con Zhanna, la sorella di Grosso, e condivide con lei la mancanza di buon senso.
Nel campo di battaglia, è facilmente riconoscibile dal suo elmetto (il quale gli copre cartoonescamente gli occhi) e il suo lanciarazzi a spalla.

### Piro
Doppiato da: Dennis Bateman
Piromane di identità e sesso sconosciuti, indossa una tuta ignifuga e una maschera antigas, che nasconde il suo volto e vanifica ogni suo tentativo di comunicare.
Malgrado il suo talento per la finanza, vede il fuoco come unica fonte di gioia. Ai suoi occhi, il suo lanciafiamme soffia arcobaleni e i nemici sono bimbi in fasce in cerca di giochi nel colorato mondo di Pirolandia.

### Tavish Finnegan DeGroot, il Demolitore
Doppiato da: Gary Schwartz
Scozzese dalla carnagione scura caratterizzato dall'occhio mancante, coperto da una benda. Perse l'occhio da piccolo quando sbirciò nel Bombinomicon del Mago Merasmus. Quando ebbe sei anni, la sua passione per gli esplosivi, e un folle piano per distruggere il Mostro di Loch Ness, lo ha portato alla morte della sua famiglia adottiva in Ullapool, dove, alla scuola locale, Tavish migliorò le sue tecniche di bombardamento. I veri genitori di Tavish ritornarono appena saputo di quanto fosse migliorato e gli spiegarono che i Demolitori, appena trovano un posto nella loro vita, vengono mandati fuori di casa, ma vista la stupidità della tradizione, Tavish tornò nella sua vera famiglia. Ha dieci lavori e abita in una grande villa, ma non sembra bastare per la tradizionalista madre. È in buoni rapporti con il Soldato nemico.
Quando ha chiesto a Ludwig se riusciva a rimettergli l'occhio a posto, questi gli ha detto che ci aveva già provato, nei precedenti anni, ma che l'orbita era maledetta e perciò ad ogni Halloween l'occhio diventava un mostro, costringendo Ludwig a lobotomizzare Tavish per fargli smettere di chiederli di rimettergli l'occhio (con però qualche insuccesso).

### Michail "Misha", il Grosso
Doppiato da: Gary Schwartz

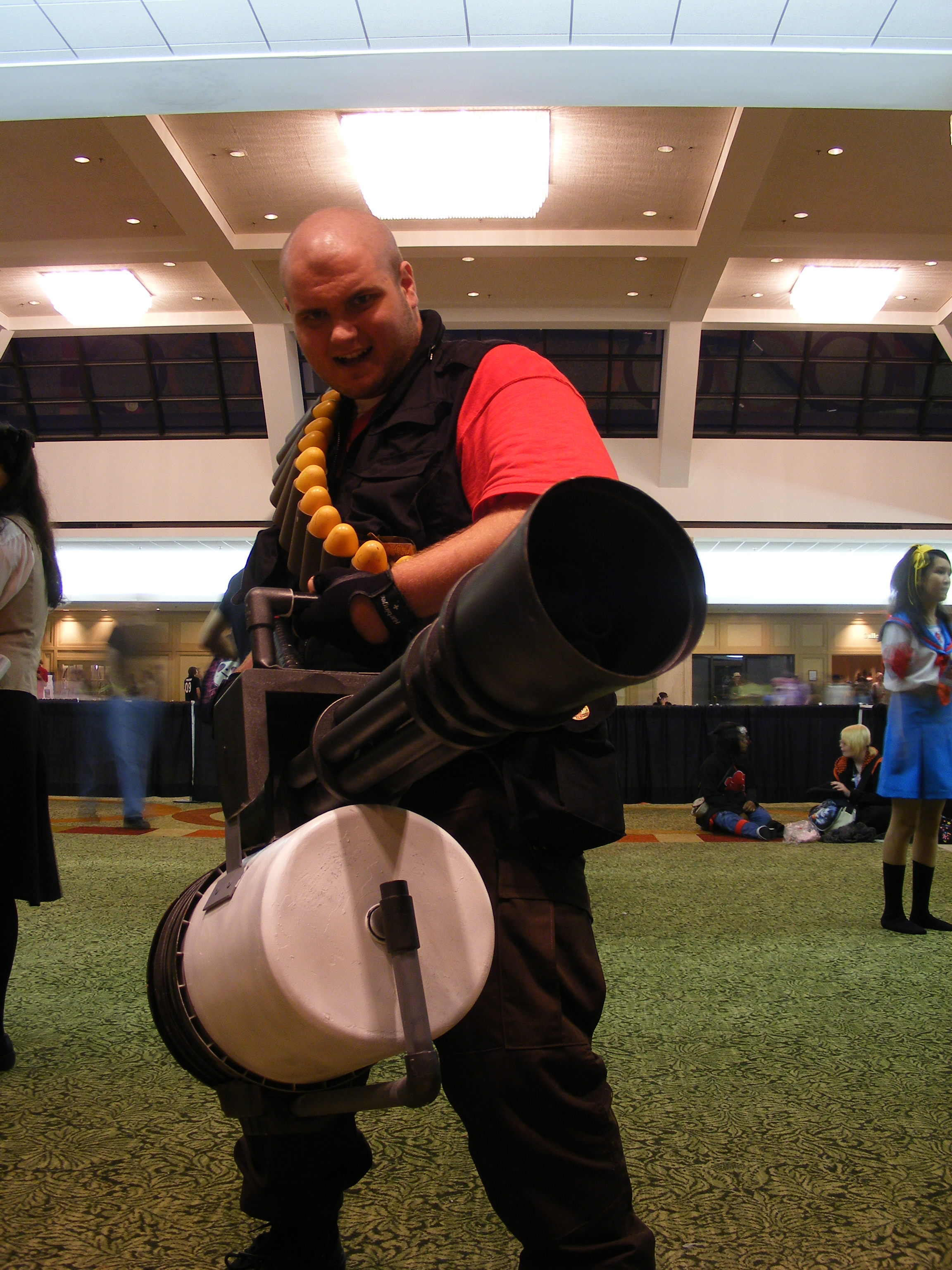
Cosplay del Grosso, uno dei personaggi giocabili in Team Fortress 2.

Siberiano reduce dalla Guerra Fredda. Fu deportato con le sue tre sorelle e i suoi genitori in un gulag dal quale scapparono grazie al sacrificio del padre. Michail ha scelto di essere un mercenario per utilizzare i soldi ricavati per aiutare sorelle e madre in Siberia, che poi porterà in America. Ama molto la sua artiglieria a cui ha dato persino dei nomi, in particolar modo ama la sua mitragliatrice, da lui chiamata affettuosamente "Sasha". Il suo cibo preferito sono i sandwich. Nonostante i giocatori lo rappresentano come il tipo "tutto muscoli e niente cervello", in realtà Misha è alquanto acculturato e intelligente, ma favorisce la violenza ad un dibattito.
Nel campo di battaglia, è facilmente riconoscibile grazie alla corporatura robusta e la mitragliatrice pesante.
Il Grosso è tra i personaggi più iconici del gioco, in quanto ha rappresentato Team Fortress 2 in diverse occasioni ed è quasi sempre in primo piano nel materiale promozionale, oltre che ad essere stato il primo dei nove personaggi giocabili a ricevere un corto incentrato su di lui.
Grosso compare anche in Poker Night at the Inventory in qualità di sfidante, assieme a Max, Tycho Brahe e Strong Bad, in cui rivela un po' di più sui suoi interessi, hobby e passato: ha scelto un corso di boxe poiché l'altra opzione era allevare capre; adora i primi minuti di Rocky V e colleziona monete che fonde in proiettili per Sasha.

### Dell Conagher, l'Ingegnere
Doppiato da: Grant Goodeve
Un uomo tranquillo proveniente dal Texas, ha una particolare affinità per tutto ciò che è meccanico: vanta infatti undici dottorati in scienze esatte, i progetti di molte armi e costruzioni usate da lui, ereditati dal nonno Radigan. La sua famiglia è responsabile del prolungamento della guerra dei Mann, in quanto ha progettato le macchine per l'estensione della vita di Redmond, Blutarch, Gray e/o Helen. e la macchina di quest'ultima è mantenuta da Dell stesso.
Nel campo di battaglia, Dell è facilmente riconoscibile dalla sua bassa statura e dal suo completo da costruttore, che include un guanto per la mano destra e un casco da cantiere (entrambi gialli). Sotto il guanto della mano destra nasconde una protesi meccanica, utilizzabile in gioco come arma.

### Dr. Fritz Ludwig, il Medico
Doppiato da: Robin Atkin Downes
Il guaritore del gruppo, il Medico è un dottore senza licenza medica proveniente dalla Germania (precisamente Stoccarda), cresciuto in un'era dove "il Giuramento di Ippocrate era più un alternativo Suggerimento di Ippocrate". Ha perso la sua licenza medica dopo aver estratto lo scheletro di un paziente ancora cosciente. Vede le cure che fornisce come un effetto collaterale della sua morbosa curiosità. Tuttora tratta i pazienti (e compagni) più come esperimenti che come persone. Il Medico è spesso accompagnato da una colomba che ha chiamato Archimede, la quale mostra un particolare interesse nei confronti dei pazienti, arrivando anche ad entrare nei loro corpi quando in sala operatoria. Ha stipulato un contratto con il Diavolo, per poi usare una clausola a suo favore in modo da ritornare in vita.
Nel campo di battaglia, è facilmente riconoscibile dal suo cappotto bianco e dal macchinario che porta sulle spalle collegato alla sua pistola medica, fonte principale delle cure che fornisce.

### Mun-Dee / Mick Mundy, il Cecchino
Doppiato da: John Patrick Lowrie
Un lupo solitario proveniente dall'Outback australiano ma è in realtà nato nella sommersa Nuova Zelanda, ma quando il suo padre scienziato profetizzò un'altra inesistente catastrofe creò un razzo in cui rifugiarsi nello spazio, ma il piccolo Mun-Dee salì a bordo del mezzo e volò dritto in Australia, nella fattoria dei Mundy, che lo adottarono. Mundy si definisce un "professionista", nonostante suo padre si ostini a chiamarlo un "malato d'armi". Il suo carattere solitario, cinico e misantropo si è solidificato dopo molto tempo nell'ostile deserto Australiano. Si è sottoposto al progetto Jarate che gli permette di lanciare la propria urina agli avversari al costo del normale funzionamento dei suoi reni.
Nel campo di battaglia, il Cecchino è riconoscibile dal suo completo che ricorda quello di Crocodile Dundee.

### Spia
Doppiato da: Dennis Bateman
Un uomo misterioso proveniente dalla Francia, la Spia è un amante di abiti e coltelli taglienti. La sua identità è sconosciuta, in quanto indossa un passamontagna. Capace di prendere le sembianze di altre classi e di diventare invisibile, le abilità della Spia riflettono la sua personalità evasiva. La Spia ha una relazione con la madre dell'Esploratore ed è il padre biologico di quest'ultimo, nonostante Jeremy si rifiuti di accettarlo o di considerarla una teoria a prescindere. Nonostante Jeremy lo punzecchi e lo insulti sempre, Spia ha sempre un occhio di riguardo nei suoi confronti, ma non manca occasione di prendersi qualche ben meritata vendetta.
Nel campo di battaglia, è facilmente riconoscibile dal suo passamontagna dal colore scuro e dall'abito elegante.

## Personaggi ricorrenti

### Helen/Elizabeth/Emily, l'Amministratrice/Annunciatrice
Doppiata da: Ellen McLain

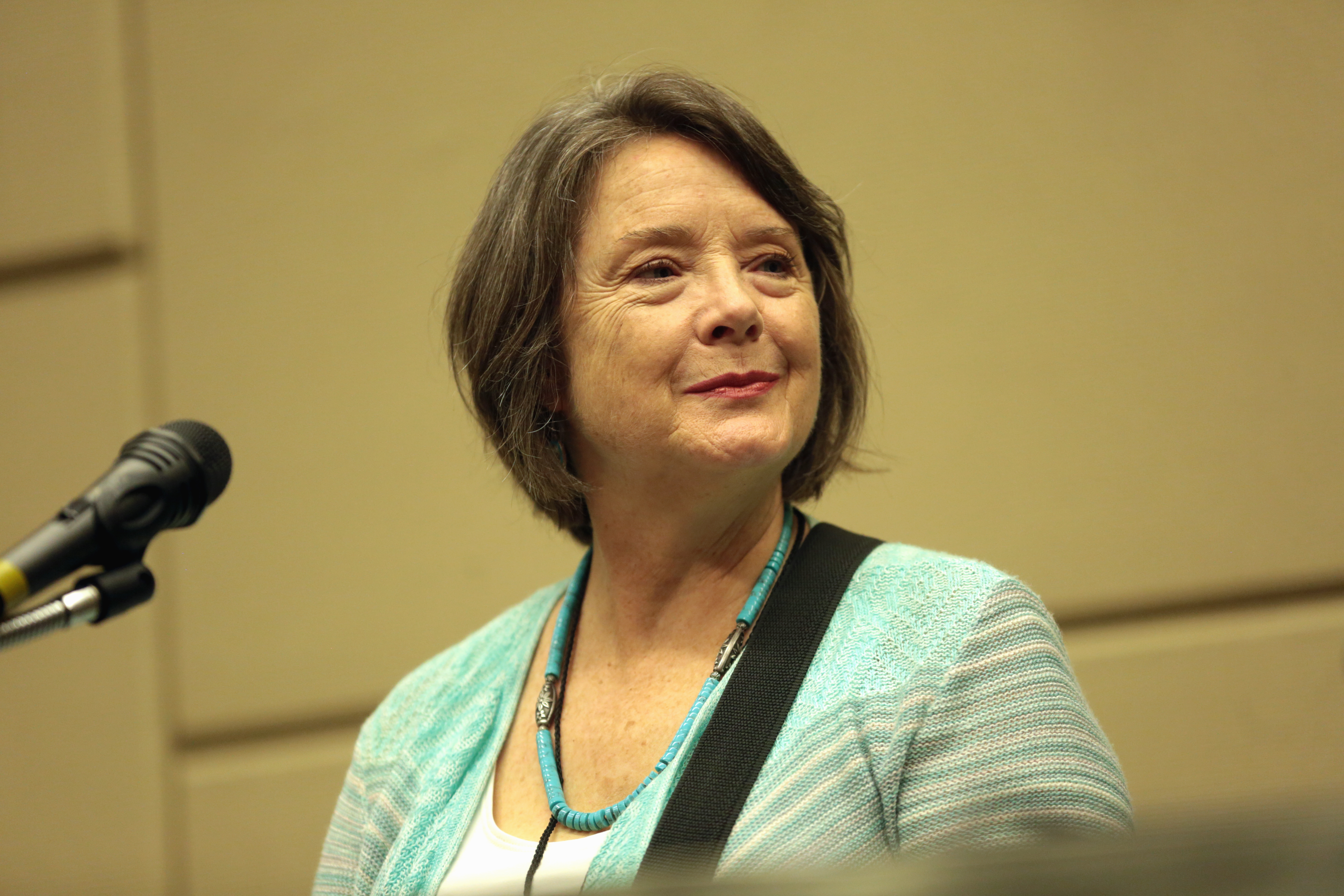
Ellen McLain doppia l'Amministratrice in Team Fortress 2.

Una donna dal passato misterioso (ha usato molti alias, il più comune è Helen) che gestisce segretamente le TF Industries (che comprendono BLU, RED e la Mann Co) e che nel gioco annuncia ai mercenari lo stato della partita o dell'obiettivo.
Nei fumetti, le fu fatto un terribile torto da Zepheniah (o dai Mann) al punto che decise di rovinare la vita all'intera famiglia. Dopo essere stata assunta come domestica, si assicurò di crescere i gemelli Mann nell'odio fraterno, scatenando rivalità e battaglie che non diedero un vincitore e che avrebbero assicurato zero successori. Quando lo rivelò a Zepheniah, lui morì dallo shock, ma poco tempo dopo, Helen capì che senza la vendetta la sua vita stava perdendo senso e tentò il suicidio, ma fu fermata da Gray, che la salvò con l'Australium, rivelandole le magiche proprietà di allungare la vita delle persone. Nelle ultime volontà di Zepheniah, Helen ottenne una numerosa quantità di Australium dal suo datore e lo usò per assicurarsi che i gemelli Mann protraessero la guerra all'infinito, mentre lei e il cadavere resuscitato di Zepheniah avrebbero visto la loro lenta e rovinosa caduta per quasi più di un secolo. A fine missione, quando si convince che l'Australium è stato prosciugato del tutto, Helen accetta soddisfatta il suo destino, riducendosi in polvere assieme a Zepheniah.

### Miss Flo Pauling
Doppiata da: Ashly Burch
Giovane assistente di Helen, è una ragazza assai agguerrita che tiene sotto costante controllo i mercenari. Nel gioco si occupa della gestione dei contratti, informando i mercenari quando ne sono disponibili di nuovi. Jeremy è innamorato di lei e cerca spesso di farsi notare, con pochi risultati. Dopo la conquista della Mann Co. da parte di Gray Mann, Helen incarica Pauling di riunire la squadra di mercenari e andare alla ricerca dell'Australium.

### Saxton Hale
Doppiato da: JB Blanc

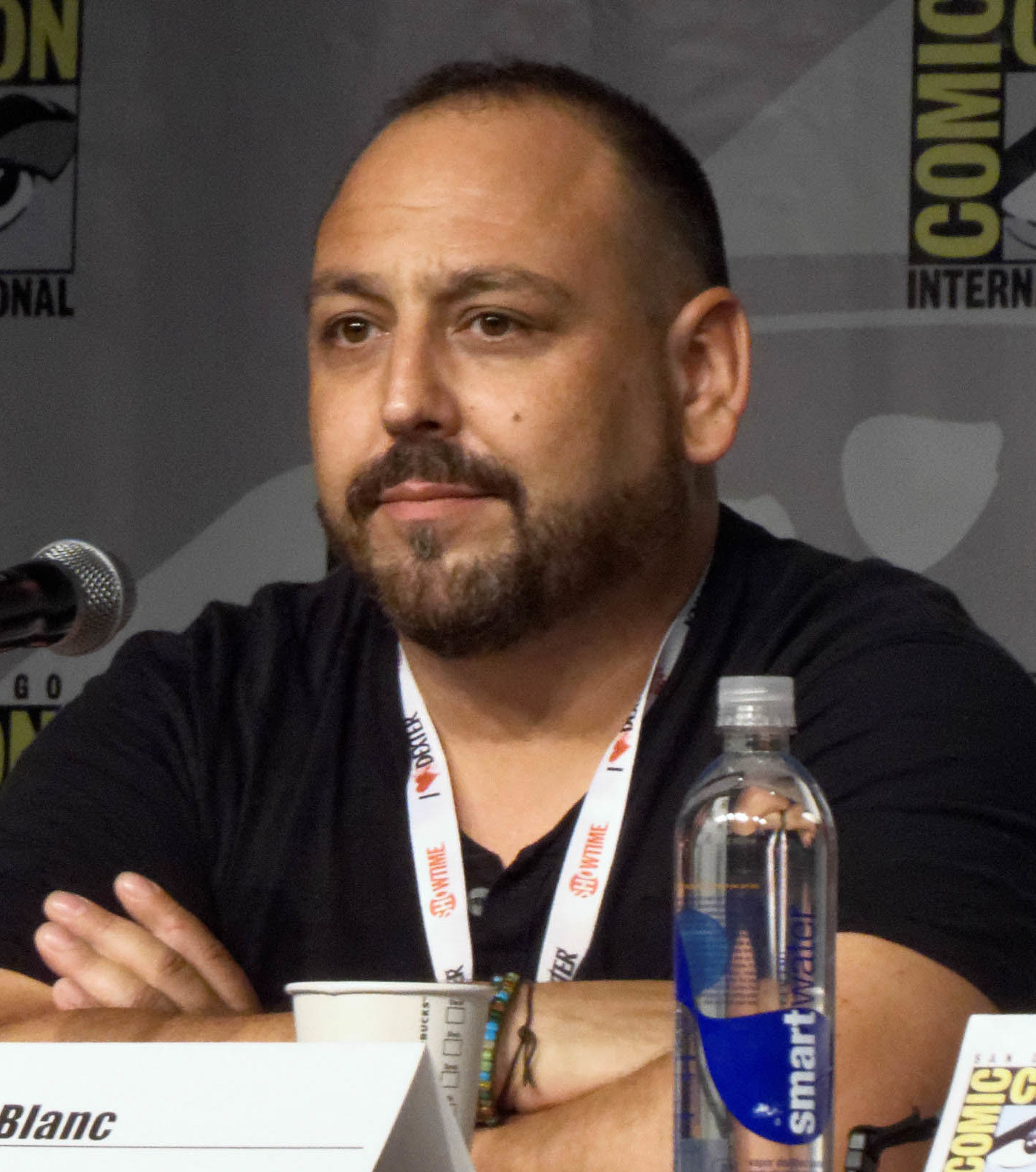
JB Blanc presta la voce a Saxton Hale.

Un australiano molto forte e muscoloso grazie alle radiazioni di Australium che hanno infetto la sua terra natia (sebbene sembri che l'Australium abbia fatto molto poco, considerando che quando rimangono senza, gli australiani ritornano semi-istantaneamente deboli, ma non Saxton). Ha ereditato la Mann Co. e, in quanto amministratore, ha espanso i confini della sua azienda iniziando a produrre, oltre alle armi, oggetti decorativi per i mercenari. Sempre in cerca di avventure, combatte spesso contro animali feroci ed è anche arrivato a causare l'estinzione di alcune razze, tra cui gli Yeti. Anche se non è stato mai confermato esplicitamente, molti indizi ufficiali sottintendono che abbia avuto una relazione con Helen, in quanto quest'ultima ha mostrato evasività e Hale l'ha definita una "affascinante fumatrice". Dopo aver perso la Mann Co. a causa di Gray Mann, inizia a cercare l'Australium per conto della sua nemesi e mentore, Charles Darling, in cambio della possibilità di riottenere l'azienda, ma pare poi riottenerla in altri modi. Nel fumetto finale, avendo perso il rispetto di Maggie, la sua fiamma, nel ritornare a capo della Mann Co., deciderà di autodimettersi e continuare la sua vita di cacciatore estremo con Maggie fino alla vecchiaia.
In un recente aggiornamento, la modalità creata dalla comunità "Vs. Saxton Hale", in cui i mercenari lottano insieme per abbattere il potente Saxton, è stata ufficialmente inclusa nelle mappe ufficiali rendendolo un "boss giocabile".

### Zepheniah Mann
Fondatore della Mann Co. assieme a Barnabus Hale (nonno di Saxton) e padre di Redmond, Blutarch e Gray. È un uomo apatico che esterna raramente qualche emozione, al di fuori dell'odio, seguendo la tradizione di famiglia di essere il migliore della propria generazione dopo aver eliminato la concorrenza al successo (ossia i fratelli e le sorelle). Alla nascita dei suoi figli, fu contento alla vista di Redmond e Blutarch, ma non di Gray, spaventato dal suo aspetto e disgustato dalla sua debolezza, tanto che cercò di sopprimerlo, ma un'aquila glielo portò via. Col passare del tempo, Zepheniah ricevette notizie di Gray che lo minacciò di dargli la compagnia e l'Australium da lui conservato, questo cambiò il parere del padre nei suoi confronti da disgusto a rispetto, ma gli impedì di mettere le mani sulla sua fortuna. Quando i suoi figli lo convincono a comprare una landa di ghiaia nel Nuovo Messico, per tutto il viaggio, contrae ogni malattia possibile e immaginabile, ritrovandosi infine a letto con la pelle decadente su cui scrisse il suo testamento (agli Hale la compagnia, alla serva Elizabeth i soldi e ai suoi due primi figli la terra che lo ha ridotto così), ma prima di spirare, Elizabeth (alias Helen) gli rivela che da quando l'ha assunto, non ha fatto altro che assicurarsi che i Mann si rovinassero, per un qualche torto o debito subito dalla sua famiglia. Alla rivelazione di ciò, Zepheniah morì dallo shock. Dopo aver scoperto dei poteri dell'Australium, Helen ne usò una parte per tenere in vita il cadavere di Zepheniah, assistendo imponente a come i suoi tre figli stanno riducendo in cenere il loro potente nome. Soddisfatta di ciò, nel fumetto finale, Helen stacca la spina a Zepheniah e insieme a lui si riduce in cenere.
Il suo cilindro malandato, la "Tuba Fantasmagorica", è il cappello più comune del gioco. Il suo fantasma compare in alcune mappe di Halloween in cui spaventa chi spara in sua presenza.

### Redmond e Blutarch Mann
Doppiati da: Nolan North

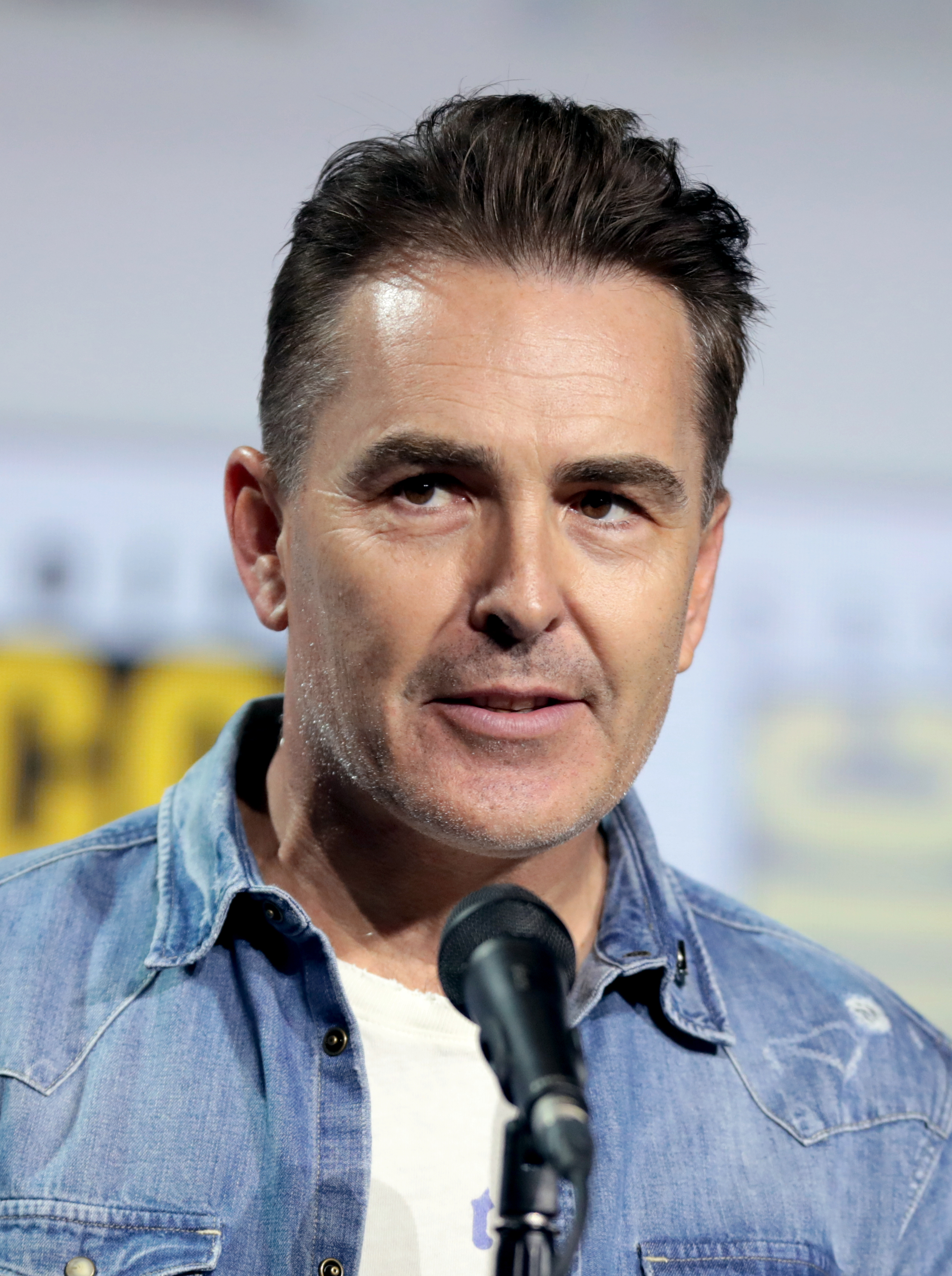
Nolan North ha prestato la voce a Redmond, Blutarch e numerosi altri personaggi minori in Team Fortress 2.

Il primo e il secondo geniti di Zephenaiah. I due sono pressoché identici fra di loro, ma si contraddistinguono dai colori dei vestiti (rispettivamente rosso e blu). Quando il padre diede in eredità ai figli la terra che lo aveva sciagurato (e che loro stessi gli avevano consigliato di comprare), Redmond e Blutarch non seppero trovare un accordo, scatenando una guerra e assumendo delle squadre di mercenari. Dopo molti anni di stallo, Blutarch pagò Radigan Conagher (nonno dell'Ingegnere) per costruire una macchina estendi-vita in modo da vivere più di Redmond e quindi vincere la guerra. A rovinare i piani di Blutarch fu Elizabeth, la serva della famiglia, che, per prolungare la guerra, commissionò una macchina estendi-vita anche per Redmond.
Entrambi praticamente immortali, i due fratelli sopravvissero per più di un secolo di guerra senza risultati, finché Gray, il terzo fratello Mann scomparso per molto tempo, si rivelò ai suoi odiati fratelli e li uccise.
In quanto uccisi quasi nello stesso istante, i loro fantasmi non riescono a proclamare un vincitore, portando i mercenari a Helltower, dove le due squadre dovranno portare all'inferno la tomba del proprietario della squadra nemica per decretare finalmente un vincitore.

### Gray Mann
Terzo figlio di Zephenaiah che lui stesso ebbe intenzione di uccidere per il suo atroce e debole aspetto (e sorpreso dalla sua spaventosa precoce intelligenza), ma fu rapito da un'aquila che lo allevò come un figlio. Raggiunta l'età adulta, Gray la divorò e tornò alla civiltà, scoprì dell'Australium e sapendo che, grazie agli Hale, suo padre ne aveva enormi quantità, lo minacciò di darglielo, ma Zepheniah lo cedette alla serva Helen, la quale gli mentì al loro primo incontro di averlo buttato reputandolo inutile, ma Gray scoprì la verità. Dopo aver ucciso i fratelli, Gray scaglia contro la Mann Co. un esercito di mercenari robot alimentati a soldi, i quali sono contrastati dai mercenari dei fratelli. Non volendo ripetere l'eterno stallo come Redmond e Blutarch, Gray sfida in un combattimento a mani nude Saxton Hale, attuale capo della Mann Co. Hale accetta ma scopre che a combatterlo sarà la giovanissima figlia di Gray, Olivia Mann (non è dato sapere se sia una figlia adottiva, biologica o un clone genetico). Non volendo colpire una bambina, Hale da forfait e cede la Mann Co. a Olivia. Sicuro di avere l'Australium tra le mani, Gray scopre che Helen l'ha già preso. Per ritrovarlo, Gray ingaggia la seconda generazione di mercenari dei suoi fratelli per ritrovare Helen, ma verrà tradito da essi è ucciso con l'estrazione violenta del suo estendi-vita. Sembra che il suo piano consistesse quello di continuare a vivere col minerale e conquistare il mondo con il suo intelletto.
Nel gioco lo si può udire nelle mappe di Vs. Saxton Hale dove commenta la battaglia e schernisce tutti i presenti.

### Merasmus il Mago
Doppiato da: Nolan North
Merasmus è un mago millenario che condivideva l'appartamento con Soldato, che odia profondamente. Ogni Halloween, la furia del mago si riversa sui BLU e i RED che dovranno sconfiggerlo assieme a qualche suo scagnozzo. Circa trent'anni fa, Tavish aveva chiesto un lavoro al mago, che gli ha dato il compito di spazzare la sua libreria, ma che per nessuna ragione avrebbe dovuto sfogliare il Bombinomicon. Un giorno, dopo aver cacciato Soldato dalla sua abitazione, questi torna alla loro dimora durante l'assenza del mago e, per aver tirato fuori della panna acida dal frigo, attira tanti procioni da trasformare la dimora in una riserva naturale, sfrattando il Mago e costringendolo a trasferirsi presso la sua adorata celebrità, Tom Jones. Pochi anni dopo, Soldato uccide Tom Jones ("ho pieno diritto, in qualità di tuo ex-coinquilino, di uccidere il tuo nuovo coniquilino") e Miss Pauling lo incastra per salvare Soldato, facendolo finire in prigione, dove ne diventa il boss dopo aver messo su muscoli. Nell'ultimo fumetto, Soldato lo mette in debito con la mafia, cosa che lo farà uccidere. Pur di non rimanere a infestare il magazzino nel quale è stato ucciso, accetta di infestare un mattone che Soldato si porterà sempre con sé, in compagnia dello spettro di Tom Jones.
Nel fumetto, una gag ricorrente vede tutti i personaggi, meno i mercenari, chiamarlo "signora" a causa della sua veste. Sempre nei fumetti, più volte Merasmus si ritrova indebitato dalla mafia nei suoi tentativi di acquistare reliquie di magia oscura, rimettendoci pure un mignolo.

### Cavaliere Senza Testa e Senza Cavallo
Uno dei boss della modalità di Halloween. Si tratta di un gigantesco e scheletrico cavaliere armato di una lunga scure e con una lanterna di zucca come testa. Attacca chiunque abbia un "marchio del condannato" sulla testa e lo decapita. Può spaventare persone e strutture come la Torretta con uno spavento. Stando ad alcune voci parrebbe essere il fratello di Zepheniah, Silas Mann.

### Monoculus
L'occhio maledetto del Demolitore che Merasmus gli estrasse. Nel gioco e nel fumetto "Bombinomicon", ha l'aspetto di un gigantesco occhio dalle palpebre di carnagione scura, in grado di lanciare missili dai suoi occhi. Nel fumetto The Naked and the Dead si scopre che in realtà, il Monoculus del gioco è solo il primo: Demolitore ha chiesto a Medico di impiantargli un nuovo occhio, ma questi funziona normalmente per poi diventare un mostro a causa dell'orbita maledetta ad Halloween e, da quello che medico descrive, ognuna delle forme di Monoculus varia di anno in anno (inoltre gli avrebbe fatto la lobotomia per fargli cessare la richiesta di un nuovo occhio, ma "la chirurgia neurale non è una scienza esatta").

### Re Scheletro
Un miniboss delle mappe di Halloween. È un semplice scheletro gigante con una corona in testa, in grado di evocare altri scheletri dal terreno che attaccano a suon di graffiate i mercenari.

### Krampus
Un boss delle mappe di Natale (o Smissmass). Un gigantesco caprone demoniaco che porta carbone e rapisce bambini cattivi. I mercenari devono abbatterlo e rubargli il carbone per vincere nelle sue mappe.

## Personaggi ricorrenti dai fumetti

### Bidwell e Reddy
Gli assistenti di Saxton Hale. Sono due uomini pacati e tranquilli, il primo alto e magro e l'altro basso e paffutello. Sono forse gli unici che sopportano le stramberie pericolose di Saxton Hale, nonché gli unici che forse riescono a tenergli testa a parole. Nel fumetto finale, Saxton lascia a loro l'azienda.

### Radigan Conagher
Nonno di Dell. Fu assunto da Blutarch affinché gli creasse un macchinario per estendere la sua vita più di suo fratello, ma Helen, pagandolo con l'Australium, lo convince a costruire un secondo macchinario per Redmond. Più tardi si scopre che ne creò anche un terzo, ma ancora non è chiaro se per Helen, per Gray o per il cadavere di Zepheniah. Tra le sue creazioni figurano le Torrette che poi suo nipote migliorerà, il Braccio di Ferro e la Giustizia di Frontiera, creati grazie all'intelligenza triplicata dall'Australium.

### Charles Darling
Il mentore di Saxton Hale, come lui un tempo era un esperto cacciatore di animali esotici e pericolosi, ma poi cambiò idea, preferendo tenerli rinchiusi: fu così che, nell'universo di TF2, gli zoo vennero creati. Nel fumetto finale ha sviluppato un'altra passione: tenere incorniciati (o meglio, con le loro teste che spuntano da un buco nel muro) gli ultimi esemplari di una specie in via d'estinzione. Per tale motivo, in modo da poterli conservare, offre a Saxton un modo per riottenere la sua azienda se in cambio gli porta un po' di Australium con cui estendere la loro vita. Non è dato sapere come finisce per Charles, ma Saxton finirà col riprendersi l'azienda senza portargli alcuna oncia di Australium.

### Olivia Mann
La figlia di Gray Mann, tutt'ora, l'ultima erede dei Mann in vita. Per prendere possesso della Mann Co., il padre scopre che Hale ha instituito una regola: un direttore può sfidare il direttore della Mann Co. in uno scontro a mani nude e il vincitore reclamerà l'azienda dell'avversario. Con questa nozione, Gray cede la sua azienda a sua figlia (sette anni, all'epoca), e la manda a sfidare Saxton. Non potendo far male ad una bambina, Saxton da forfait. Olivia seguirà poi il padre in qualche missione, ma è poi rivista (ora quattordicenne) a fare la segretaria per Saxton (tornato a capo dell'azienda e divenuto suo guardiano legale). Depresso dalla vita d'ufficio, Saxton decide di dare ascolto alle sue lamentele e la lascia andare per la sua vita, dandola una retta fino a quando non sarà maggiorenne e chiedendo a Bidwell di tenerla d'occhio. 

### Margaret "Maggie"
L'ex fidanzata di Saxton Hale, con cui andava a caccia di animali in via d'estinzione e di hippie da sfracellare. Non ha mai avuto il coraggio di confessarsi a Hale, credendo che ricambiasse i suoi sentimenti, ma si ricredette quando Hale andò contro le sue precedenti affermazioni sul fatto di non voler gestire la Mann Co. Maggie si mette dunque a lavorare per Charles Darling e, in onore della loro vecchia amicizia (seppur visibilmente affranta), decide di aiutare Hale a riprendersi l'azienda. Quando Saxton si accorge del suo errore, deciderà di tornare da Maggie, e con lei passerà il resto delle loro vite a fare ciò che amavano: affrontare bestie pericolose a mani nude fino all'estinzione.

### Zhanna
Sorella minore del Grosso (la seconda, sembra). Debutta dal fumetto A Cold Day in Hell, dove si fidanza con il Soldato e decide di accompagnare il suo uomo e suo fratello per la loro missione in cerca di Australium per Helen, rimanendo coinvolta nella guerra tra mercenari. Non vede di buon occhi Pauling per due motivi: perché apertamente diceva di non fidarsi di lei e perché la crede una rivale al cuore del suo ragazzo. Durante gli eventi di Old Wunds si taglia una mano per sfuggire alle manette della Piro di Gray, rimanendo monca, ma nel fumetto finale le viene data una protesi. Sposatasi con Soldato, hanno avuto due figli: General Patton Doe e Georgia Washington Doe.

### Mercenari diTeam Fortress Classic
La seconda generazione di mercenari del team BLU. Durante gli eventi di Team Fortress Comics vengono assunti da Gray per rintracciare il Team Fortress, Pauling ed Helen. Tuttavia, in Old Wunds, Boss, il leader del gruppo, si ribella a Gray e lo uccide, diventano ossessionato dall'idea di trovare l'Australium per loro stessi.
Il team è composto da:
- Boss, il Grosso: caratterizzato da occhialetti scuri e una bandana in testa. Volendo battersi 1 a 1 con Michail, uccide Ludwig affinché non si intrometta, ma questo fa infuriare Misha, costringendo Boss a usare l'estensore vitale alimentato ad Australium che ha estirpato a Gray su sé stesso, diventano un mostro dagli occhi e le pulsanti vene color oro. Medico, avendo fregato il Diavolo, torna dall'Inferno e riesce a distrare Boss, dimodoché Misha possa strappargli l'estensore e il corpo inizia a prosciugarsi per l'assenza di Australium, morendo poco dopo.
- Greg, l'Esploratore: un giovane uomo dai folti baffi rossi. Pare avere una relazione più che amichevole con Ross, il Soldato. Viene ucciso da Piro.
- Ross, il Soldato: un omaccione dalla folta barba rigida e una benda sugli occhi (che, in maniera simile a Jane Doe, gli copre gli occhi). Pare avere una relazione con Greg l'Esploratore. Viene ucciso da Piro.
- Beatrice, il Piro: una donna dal volto in parte sfigurato dalle fiamme, è addetta alle torture dei prigionieri. Viene uccisa da Zhanna che le ficca una granata nella tuta, polverizzandola.
- Greg, il Demolitore: un uomo mingherlino con indosso un costume e un casco da artificiere. Viene strangolato da Spia, ancora ammanettato.
- Fred, l'Ingegnere: un uomo tranquillo e alquanto vecchio, dato che ha le gambe completamente meccaniche. Parrebbe essere il padre (o la figura paterna) di Dell Conagher ed è da lui che l'Ingegnere ottenne il suo casco e i suoi occhialoni. Viene ucciso da Spia, ma la sua presunta morte avviene fuoricampo.
- Virgil, il Cecchino: un uomo dalle probabili origini orientali, caratterizzato dalla lunga barba e baffi bianchi. Grazie a Fred, suo migliore amico, si è fatto installare dei bulbi oculari speciali, in grado di vedere i travestimenti delle Spie. Spia e Mundy tentano di attirarlo in una trappola, ma Virgil, scoprendo il travestimento di Spia, lo rinchiude nel suo nido d'appostamento, costringendo Mundy a passare dalla finestra e ucciderlo prendendo il suo fucile.
- Un'anonima Spia: un uomo anch'esso alquanto anziano con indosso un costume militare mimetico e un passamontagna che lascia vedere solo gli occhi, uno dei quali dotato di un visore a monocolo. Viene stordito e ucciso da Zhanna e Soldato.
- Uno sconosciuto Medico, sostituito da Ludwig: morto (o licenziatosi) prima dell'arrivo di Ludwig. Il suo aspetto è visibile nel fumetto "Catch Up", in cui sfoggia un abbigliamento militare con la croce medica sul casco e sulla giubba antiproiettile. Ludwig si unisce a loro in quanto a corto di soldi per gli organi animali, piantando uteri babbuini nella sua squadra, di modo che, al momento necessario, possa fermarli dal far male ai suoi compagni con una "penna della fertilità", che avrebbe fatto crescere un babbuino neonato, istantaneamente nelle loro pance.